# Мамедов, Мансур Хамза оглы
Мансур Хамза оглы Мамедов (азерб. Mənsur Həmzə oğlu Məmmədov; род. 20 апреля 1965, Газыгумлаг, Уджарский район) — глава Исполнительной власти Уджарского района (с 2015).

## Биография
Родился 20 апреля 1965 года в с. Газыгумлаг Уджарского района.
В 1989 году окончил Азербайджанский политехнический институт по специальности «инженер-технолог».
Глава Исполнительной власти Зердабского района (29 марта 2005 — 14 декабря 2007).
Глава Исполнительной власти Гёйчайского района (14 декабря 2007 — 27 января 2015).
Глава Исполнительной власти Уджарского района (с 27 января 2015).